# Aerotitan
Aerotitan es un género de pterosaurio azdárquido que vivió en el Cretácico Tardío hace 70 millones de años aprox, encontrado en la Formación Allen de la Cuenca Neuquina en el norte de la Patagonia, Argentina.

## Descubrimiento y nombre
La especie tipo Aerotitan sudamericanus fue nombrada y descrita en 2012 por Fernando Novas, Martin Kundrat, Federico Agnolín, Martin Ezcurra, Per Erik Ahlberg, Marcelo Isasi, Alberto Arriagada y Pablo Chafrat. El nombre del género se deriva del griego ἀήρ, aer, "aire" y Titán, en referencia al hecho de que la especie representa un gran reptil volador. El nombre de la especie se refiere a su procedencia de América del Sur.
Los fósiles de Aerotitan fueron hallados en la provincia de Río Negro, Argentina, en estratos, que corresponde al campaniano-Maastrichtiano del Cretácico Superior (aproximadamente 70 millones de años atrás). Estos depósitos pertenecen a la Formación Allen, una unidad que contiene una gran diversidad de fósiles de dinosaurios, mamíferos primitivos y otros pterosaurios. 
El holotipo, depositado en la colección de Paleontología de Vertebrados del Museo Patagónico de Ciencias Naturales "Juan Carlos Salgado" (MPCN-PV 0054) de la ciudad de General Roca, en la provincia de Río Negro, se ha recuperado cerca del sitio Bajo de Arriagada, en la Patagonia, en una capa superior de la Formación Allen. Consiste en una rostrum parcial con una longitud preservada de 264 milímetros. Este hocico es alargado y comprimido transversalmente y las mandíbulas no tienen dientes. La envergadura se ha estimado en al menos en cinco metros.

## Taxonomía
Aerotitan ha sido asignado a la familia Azhdarchidae. Si es correcto, esto lo convertiría en el primer azdárquido encontrado en América del Sur. Sin embargo, un estudio más reciente, publicado en 2018 clasificó al género como un talasodrómido.